# 譚兆偉
譚兆偉（Tam Siu Wai，1970年9月17日－），生於香港，已退役著名足球員，成名於1990年代，司職中場。譚兆偉從麗新花花出道，其後成為「東方王朝」的主要成員，並且曾創下50萬港元香港甲組足球聯賽轉會費紀錄加盟流浪，亦曾效力過快譯通、晨曦、傑志和愉園等著名甲組球會。現時擔任香港甲組足球聯賽球隊晨曦教練及香港乙組足球聯賽球隊東區總教練。

## 球員生涯
譚兆偉生於香港，1981年加入銀禧體育中心接受足球訓練，並入選香港青年軍，其後更入選香港奧運隊，有份參加1992年巴塞隆拿奧運足球預賽。之後加入麗新花花的青年軍。1988年，年僅18歲便加盟香港甲組足球聯賽球隊麗新花花，其後因贊助商關係改為效力麗新，初時只擔任後備，惟第二季便取得正選，上陣20場並取得4個入球。1991年，由於東方組巨型班，而譚兆偉當年效力的麗新退出，大批主力轉投東方，球隊實力大增，連奪三屆香港甲組足球聯賽冠軍，獲得「東方皇朝」稱號，譚兆偉亦憑出色表現於香港足球明星選舉連續三年當選最佳青年球員。1994年夏天，譚兆偉以破當時香港聯賽轉會費紀錄的50萬港元，轉投流浪，協助球隊奪得一次高級組銀牌及一次足總盃冠軍。1994-95年度球季，當選香港足球先生，登上個人足球事業頂峰。
1996年夏天，譚兆偉加盟商業大軍快譯通，協助球隊奪得一次甲組聯賽冠軍及三次足總盃冠軍。直至2001年快譯通退出聯賽，譚兆偉遂重返流浪，2003年轉投晨曦，一年後再轉會傑志，2008年加盟四海擔任球員兼助教，其後更升任為教練，其後於2009年3月解約。2010年9月，譚兆偉應降落乙組作賽的老牌球會愉園邀請，復出協助球隊爭取升班資格。2010年，譚兆偉加盟「香港阿仙奴足球學校」擔任教練，並兼任香港丙組(地區)聯賽球隊東區教練，帶領東區贏得全港運動會五人足球金牌。2012-12年度球季，譚兆偉與陳發枝、招重文一同擔任香港甲組足球聯賽球隊晨曦教練。
2015年10月15日，譚兆偉代表「519香港傳奇足球隊」，在小西灣運動場舉行在的「英超足球大師邀請賽」迎戰「英超足球大師隊」，並取得一個入球，最終以4–5不敵對手。2016年2月9日，猴年賀歲盃，由香港經典選手隊對經典外援選手隊，譚兆偉為香港經典選手隊「破蛋」，最終以1–4不敵對手。

## 個人生活
1990年代中期，香港爆發錫安教會飲雙氧水風波，其時譚兆偉一家亦是錫安教會信徒，及後他還向傳媒承認曾經有飲雙氧水的習慣，因此後來被球迷稱為「雙氧偉」。約1994年，譚兆偉開始沉迷賭波，據他估計由1994年至2000年，至少輸了200至300萬元不等，最終弄致債台高築，連一直在背後支持他的妻子，也在2006年前亦離他而去，獨力撫養三名子女。2009年4月8日下午，被發現在南山邨母親寓所中，懷疑服食過量安眠藥自殺，幸其母返家及時發現報警，送往明愛醫院搶救後回復清醒，並無生命危險。據譚兆偉事後講述，當日他欠下20多萬元賭債，想起妻兒，覺得萬念俱灰，打算服食安眠藥入睡，已忘記當時服食多少顆安眠藥。譚兆偉之後再婚，於2014年3月，第二任妻子為他生了一名兒子,重2.99公斤，再婚後譚兆偉受現任太太改變自己沉迷賭波的生活。

## 榮譽
球隊
- 東方
  - 甲組聯賽冠軍：1992-93、1993-94
  - 銀牌：1992-93、1993-94
  - 足總盃：1992-93、1993-94
- 流浪：
  - 銀牌：1994-95
  - 足總盃：1994-95
- 快譯通：
  - 甲組聯賽冠軍：1997-98
  - 足總盃：1996-97、1997-98、2000-01
- 晨曦：
  - 甲組聯賽冠軍：2003-04
  - 聯賽盃：2003-04
- 傑志
  - 銀牌：2005-06
  - 聯賽盃：2005-06、2006-07
- 東區
  - 全港運動會五人足球金牌：2011

個人
- 英國樸茨茅夫盃最佳青年球員 一次(1987年)
- 1990年10月每月之星
- 香港足球先生 一次(1994-95季度)
- 香港足球明星選舉最佳11人 三次(1992-93、1993-94、1994-95季度)
- 香港足球明星選舉最佳青年球員 三次(1989-90、1990-91、1991-92季度)

## 外部連結
- 香港足球總會網頁球員註冊資料（页面存档备份，存于）